# Juan Fermín Aycinena y Aycinena
Este artículo corresponde al poeta y literato Juan Fermín de Aycinena y Aycinena; para el patriarta de la familia Aycinena, véase: Juan Fermín de Aycinena e Irigoyen.
Juan Fermín de Aycinena y Aycinena (Ciudad de Guatemala, 28 de marzo de 1838-Ciudad de Guatemala, 11 de enero de 1898) fue un poeta y literato guatemalteco, miembro fundador de la Academia Guatemalteca de la Lengua.  Era hijo del Pedro de Aycinena, quien fue ministro de Relaciones Exteriores durante el gobierno de Rafael Carrera y presidente interino tras la muerte de éste en 1865, y de María Dolores Aycinena. Tras la caída del régimen conservador de Vicente Cerna y Cerna, Aycinena y Aycinena se retiró de la política y desarrolló una carrera literaria, escribiendo para varios periódicos guatemaltecos bajo los pseudónimos de «Delius» y de «Taimiro», y también los de «Pero-Grullo», «Saulo», «Véritas» y «L.D.»
Murió, víctima de un ataque brutal en su propia residencia, el 11 de enero de 1898.

## Reseña biográfica
Estudió en el colegio de Juan de Urrutia y Zárate y a los diecisiete años de edad se graduó del Colegio y Seminario Tridentino de Nuestra Señora de la Asunción para luego continuar sus estudios en la Pontificia Universidad de San Carlos, en donde se graduó de abogado, aunque nunca ejerció la profesión. En 1870 se casó con Antonia Payés y Payés, con quien tuvo seis hijos.
Fue diputado ante la Cámara de Representantes en 1870 y consejero de Estado durante el gobierno del mariscal Vicente Cerna y Cerna.   Tras el derrocamiento de Cerna en 1871, la familia Aycinena se retiró de la política, y Juan Fermín de Aycinena se dedicó a la escritura y poesía. Siendo devoto católico, como todos los miembros de su familia, fungió como secretario de la hermandad San Juan de Dios y fue miembro de la Archicofradía del Santísimo Sacramento.
En 1888 fue miembro fundador de la Academia Guatemalteca de la Lengua.

## Muerte
Aycinena y Aycinena era un hombre tranquilo y pacífico que vivía dedicado a su obra literaria, pero a pesar de ello sufrió un violento ataque en su residencia por parte de un desconocido que lo golpeó brutalmente en la cabeza el 23 de diciembre de 1897.  El poeta ya no se pudo recuperar y murió en su casa el 11 de enero de 1898.
| «Poeta cristiano y católico convencido, Aycinena sabía cincelar versos de oro para engazar ideas de diamantes, obeciendo los preceptos de aquel gran poeta epicúreo que escribió para la humanidad, Horacio, y estudiando los modelos de aquel religioso agustino, uno de los más eminentes líricos de España, el primero de los místicos de los siglos xvi y xvii que tanto influyó en el perfeccionamiento de la hermosa habla castellana, Fray Luis de León: prueba una vez más entre millares, de que la profundidad del pensamiento, la dicción castiza, la belleza y esmalte de la forma, la erudición variada y amena, son compasibles con la unción del creyente, con la fe realizada que despliega sus alas para elevar el espíritu a las alturas sin lindes donde mora Aquel que es el sol de todas las inteligencias». —Salvador Falla, durante el sepelio de Aycinena y Aycinena |

## Obra
Escribió para varios periódicos, entre ellos el Diario de Centro América —fundado en 1881 y que entonces era privado—, para La Revista —órgano divulgativo de la Academia Guatemalteca de la Lengua, de la que era miembro fundador—, y para La Ilustración Guatemalteca, revista literaria que se publicó entre 1896 y 1898.
El médico ||

| Estilo       | Género           | Título                                   | Año  |
| ------------ | ---------------- | ---------------------------------------- | ---- |
| Poesía       | Católico         | Oda a Pío IX                             | 1887 |
| Poesía       | Católico         | Adiutrici christianorum -en latín        | 1896 |
| Poesía       | Fábula           | El águila, el milano y la paloma         | 1887 |
| Poesía       | Juguete cómico   | Enfermo-manía                            | 1887 |
| Poesía       | Nacionalista     | Canto al Pensativo                       |      |
| Teatro       | Drama para niños | La semilla del bien                      |      |
| Teatro       | Drama histórico  | Esther                                   |      |
| Teatro       | Comedia          | El mejor tesoro                          |      |
| Teatro       | Comedia          | Sin ingleses                             |      |
| Teatro       | Comedia          | Tobías                                   |      |
| Teatro       | Comedia          | La Locura literaria                      | 1885 |
| Traducciones | Del inglés       | Evangelina de Henry Wadsworth Longfellow |      |
| Traducciones | Del Latín        | Lidia de toros de Rafael Landívar        |      |

Sus obras de teatro fueron representadas, en su mayoría, por los estudiantes del colegio de Dolores Aquino.  Una de sus últimas publicaciones fue la oda A Centro América, que escribió con motivo de la Exposición Centroamericana que se realizó en Guatemala en 1897 por el gobierno del general José María Reina Barrios.

### Premios y reconocimientos
| Año  | País | Reconocimiento |
| ---- | ---- | --- |
| 1886 | Perú | Segundo lugar en el certamen literario convocado con ocasión del tercer centenario del nacimiento de Santa Rosa de Lima. |
| 1887 | Perú | Primer lugar en el certamen internacional de literatura del Ateneo de Lima por su comedia El hombre de bien              |
| N/A  | N/A  | Condecorado con la Cruz Pro Ecclesiae et Pontifice                                                                       |